# 国鉄70系客車
70系客車（70けいきゃくしゃ）とは、日本国有鉄道の前身である運輸省鉄道総局が製造した、客車の系列の一つである。
太平洋戦争末期、米軍による日本本土への空襲によって被災した鉄道車両（客車・電車）を、戦後に簡易な手法で大量輸送用客車として復旧したもので、戦災復旧車（せんさいふっきゅうしゃ）とも呼ばれる。
なお「ななつ星 in 九州」に使用される専用客車は70番台の番号であるが、77系客車という別系列として区分されており、ここでは扱わない。

## 製造の背景
戦後1年が経過した1946年（昭和21年）当時、客車の総保有数は、数字の上では戦前とほぼ同数の約11,000両を保っていた。しかしこの内訳は、戦災に遭って破損したまま廃車手続きがなされていない車両が約2,200両、故障・事故によって使用不能となっている車両が約1,400両、日本を占領した連合国軍に接収された車両が約1,000両に及び、実働可能な車両は総保有数の約7割にとどまっていた。さらに、終戦後の復員と外地からの引き揚げ、食料買い出しなどのため、旅客輸送需要は戦時中に比べて極端に増大した。これらの事情が重なって、客車の著しい不足を生じたため、やむなく客車の代用として貨車に乗客を乗せて輸送することも実際に行われたが、安全面・サービス面から憂慮すべき事態であり、大量の客車の早急な新製が強く望まれた。だが当時は戦後の混乱期であり、設備・資材・労働力の不足と技術力の低下により客車の製造能力は著しく衰えていた。普通に客車新製を図るだけでは、客車不足への対応は非常に困難であった。
そこで、戦災を受けて使用不能になっていた客車・電車の台車・台枠・鋼体を再利用して車体のみを新製し、旅客輸送の用に供することが考えられた。この手法により製造された車両を戦災復旧車という。一般の客車との区別のため、形式は70番台の番号を付されていたことから、便宜上70系客車とも呼ばれる。

## 設計思想と構造
70系客車は、あくまで客車不足を補うための応急的対策と位置づけられ、最小限の資材で最大限の収容力を確保することを念頭において設計された。そのため、従来の客車に比べて次のような特徴を有していた（例外は少なからず存在する）。
- 乗降の敏速を図るため側面扉は片側3か所（17 m級客車の復旧車は2か所）に設置し、デッキは設けない。
- 旅客収容力の増大のため座席は木製のベンチで代用し、吊り革・つかみ棒も設ける。
- 布地類節約のため、天井のベニヤ板張りを行わず、屋根板一重張りとし、天井灯はグローブなし（＝裸電球）とする
- 便所は設置するが、床下水槽をやめて小型のものを天井に設け、洗面所設備は省略。
- 暖房は装備しないが、暖房蒸気管の引き通しは設けた。

基本的に、長距離運行を前提とする従来の制式客車の設計思想ではなく、モハ63形など大都市圏を運行する通勤形電車の設計思想を取り入れて製造されたものといえる。
なお、これらは戦災復旧客車専用の設計というわけではなく、3扉化や座席の板張りロングシート化、暖房はストーブ、洗面所無し（場合によっては便所もなし）といった改造は、被災してない客車でも混雑対策のために旧式の木造車などにも行われた（鋼製車は室内改造程度）もので、便宜上通勤用客車などと呼ばれている。
標準的な設計図面も作成されたが、破損の程度の少ない車両についてはこの図面に従わず、従来の車両の車体を修繕し、改造で扉を増設しただけのものもあった。また、通勤形電車を復旧改造したものは、原形とほとんど同じ形状のものもあった。そのため同じ形式でも、外観は車両により大きく異なっていた。

## 製造
1946年から1950年（昭和25年）の間に製造された。復旧作業を急ぐため、全国の国鉄工場、既存の大手・中堅鉄道車両メーカーだけでなく、それまで国鉄客車を製造したことのないようなメーカーが多数動員された。私鉄向け生産が主で国鉄向けの納入実績がなかったり、実績があってももっぱら貨車ばかりを手掛けてきた中小零細の車両メーカー（木南車輛、日本鉄道自動車工業、若松車輛等）や、終戦により軍需が途絶え、平和産業への転換が急がれていた造船所（三井造船・川南工業・日本海船渠等）・航空関連企業（富士産業系各社、新日国工業等）・金属メーカー（日本鋼管）、他業種から兵器部品製造に参画した企業（東洋レーヨン）など、鋼材加工技術・設備を抱えた企業が、大挙製造に加わった。とはいえ軍需転換組の多くは、これまで鉄道車両の製造実績がない企業がほとんどであった。
種車の状態不良、資材不足、熟練工不足という悪条件と並び、新規参入メーカーの経験不足までも加わって、運輸省・国鉄からの指示もあり、工作水準は二の次とされた。
各形式車号の新旧対照については国鉄70系客車の新旧番号対照を参照のこと。

## 形式
| 形 式    | 番 号              | 両数 | 備 考     |
| -------- | ------------------ | ---- | --------- |
| オニ70   | 70 8               | 1    | 17m復旧車 |
| スヤ71   | 71 1               | 1    | 20m復旧車 |
| マニ71   | 71 1 - 4・14 - 18  | 9    | 20m復旧車 |
| オユニ71 | 71 8 - 10          | 3    | 20m復旧車 |
| マニ72   | 72 1 - 25          | 25   | 20m復旧車 |
| スユニ72 | 72 51 - 53・56・57 | 5    | 20m復旧車 |
| スニ73   | 73 1 - 34          | 34   | 17m復旧車 |
| マニ74   | 74 1 - 14          | 14   | 20m復旧車 |
| スニ75   | 75 91 - 110        | 20   | 17m復旧車 |
| マニ76   | 76 41・91 - 93     | 4    | 20m復旧車 |

車体長さ、台車によって70系統・71系統・77系統（のちの78系統）の3種類に区分される。ただし、先述のように外観はそれぞれ異なる。

### 三等車

#### オハ70形
車体長17mのグループに付された形式である。客車ではオハ31系、電車では30系・31系・50系の被災車がこの形式に該当する。川崎車輛、日立製作所、富士産業（宇都宮工場・半田工場）、三井造船、新潟鐵工所、川南工業、三菱重工業、富士車輌、関東工業、新日国工業、日本鉄道自動車、日本海船渠工業、日本鋼管、東洋レーヨン、木南車輌製造および若松車輛で113両が製造された（番号は63番が欠番で114まで）。側面扉は、客車復旧車は片側2か所（日立製作所製のものに例外的な片側3か所の車両あり）、電車復旧車は片側3か所であるが、電車復旧車の一部は客車復旧車と同様の構造をもっている。オハ70 43はオハ31系の形状を残し、窓も一段狭窓のままで中間に扉を2つ増設したもので、側面4扉であった。
> 番号新旧対照

#### オハ71形
車体長20mのグループに付された形式である。客車ではスハ32系・オハ35系、電車では40系・51系・63系・32系・42系の被災車がこの形式に該当する。日本車輌製造支店、国鉄多度津工機部、川崎重工業（艦船職場）、新潟鐵工所、富士産業（半田・宇都宮）、川南工業、三菱重工業、日本海船渠工業、東洋レーヨン、三井造船、国鉄大宮工機部、木南車輛製造、日立製作所、関東工業、若松車輛、帝國車輛工業、新日国工業および日本鋼管で、通常の図面に従って、または図面を参考にして製造された0番台132両（番号は132が欠番で133まで）と、破損の少ない車両を日本車輌製造本店および若松車輛で修理した500番台22両があった。500番台は、従来の客車の形状を残しつつ、中間に扉を2つ増設したもので、側面4扉であった。
> 番号新旧対照

#### オハフ71形
車体長20mの電車を復旧して製造された緩急車。2両が製造された。電車時代の車体をそのまま利用し（妻面にも窓がある）、運転台を車掌室とした。メーカーはいずれも東洋レーヨンである。
> 番号新旧対照

#### オハ77形
食堂車・寝台車およびそれらの格下げ車など、車体長20mで3軸ボギー台車をもつグループを復旧した車両に付された形式である。川崎車輛、富士産業（宇都宮）、三菱重工業、日本鋼管、三井造船、関東工業、国鉄大宮工機部、木南車輛製造、川南工業、若松車輛、関東工業および日本海船渠工業で29両が製造された（番号は24が欠番で30まで）。1953年（昭和28年）6月の車両称号規程改正により、形式をオハ78形と改めた。
> 番号新旧対照

### 郵便車

#### スユ71形
戦後の郵便車不足を補うために製造された、車体長20mのグループに付された形式である。1947年（昭和22年）から1948年（昭和23年）にかけて日本車輌製造支店および新潟鐵工所で15両が製造された。荷重は13t。
なお、戦災復旧客車に「17m級車体の合造車ではない郵便車（スユ70形）」は、計画されて図面までは制作されたものの未成で存在しない。
> 番号新旧対照

### 郵便・荷物合造車

#### オユニ70形
当初から郵便・荷物合造車として製造された、車体長17mのグループに付された形式である。1950年に富士産業（半田）で5両が製造された。荷重は郵便室が3t、荷物室が5t。
> 番号新旧対照

### 荷物車

#### オニ70形
当初から荷物車として製造された、車体長17mのグループに付された形式である。1947年から1948年にかけて汽車製造支店および川崎車輛で8両が製造された。荷重は10t。車体は丸屋根と折妻（半切妻）の2種類が存在した。図面によると客車車体改造と電車車体改造用の2タイプが想定されていたが、廃車が早いため写真が見つかっていないオニ70 4以外はすべて客車型であると確認されており、未確認のオニ70 4も客車のスニ30 78が元であるため、電車タイプは存在しないと考えられる。
> 番号新旧対照

#### スニ71形
当初から荷物車として製造された、車体長20mのグループに付された形式である。1947年から1949年（昭和24年）にかけて汽車製造支店、川崎重工業および近畿車輛で17両が製造された。車体を新製した車両は、1,800mm幅の荷物扉が2か所、20m級電車の車体を流用した車両は1,100mm幅の荷物扉が3か所になっていた。荷重は14t。製造当初はスニ71形だったが、その後重量記号が変更されたため、形式をマニ71形と改めた。のちに4両が電気暖房化され、原番号+2000が付番された。

スニ71 10は、書類上スハフ32 256を復旧した車両だが、台枠にUF44Aと3軸ボギー用を使用したので、本形式の他の車両と比べると心皿間の距離が短く、13300mmとなっていたとされるが、残されている写真から判断すると、実際にUF44A台枠を使用していたのはスニ71 11のようである。
また、スニ71 18はマニ77 6の編入車であるが、ベースとなっているのは電車のクハ55なので、3軸ボギー台車を装着したとは考えにくく、付番ミスと考えられる。
> 番号新旧対照

#### マニ72形
マニ71形に引き続き製造された、車体長20mの荷物車のグループに付された形式である。1950年に汽車製造支店、帝國車輛工業、富士産業（宇都宮）、新日国工業、日本海船渠工業で25両が製造された。荷重は14t。電車台枠を再利用した復旧車で、車体は新製されていたので切妻形となっていた。台車は24両はTR23を装着していたが、1両だけTR13を装着していた。車体を新製したにもかかわらず窓の上下寸法が電車のものに準拠している。のちに4両が電気暖房化され、原番号+2000が付番された。
> 番号新旧対照

#### マニ77形
当初から荷物車として製造された、車体長20mで3軸ボギー台車をもつグループに付された形式である。1947年に汽車製造支店、近畿車輛および川崎重工業で6両が製造された。1953年に形式をマニ78形と改めた。称号改正前に1両（マニ70 5）がスニ71 18に変更（ただし、時期的にスニ71形自体がすぐにマニ71になっている）されたので、形式はマニ78 1 - 5と付された。
> 番号新旧対照

### 試験車

#### スヤ71形
1949年に川崎車輛で1両が製造された振動測定用の試験車。車体はクハ55形電車の半流形張上屋根ノーシル・ノーヘッダー車（クハ55069）で、屋根上には2列のガーランドベンチレーターが並んでおり、種車の特徴をよく残していたが、半流形であった側の端部は、平妻形に改造されていた。客用扉はすべて埋められていて、一部に窓が新設された。台車はTR23を装着しているが、いろいろな台車に入れ替えて、その振動状態を比較し測定ができる構造になっていた。また車内床下の台車付近に観測用窓があり、走行中における台車の様子を観察することができた。晩年は特定の試験用ではなく、必要に応じて各種試験機器を積み込み使用されていたと思われる。1971年（昭和46年）に廃車となった。
> 番号新旧対照

## 製造後
最初に製造された車両が1946年12月に東京駅で展示されたのち、続々と製造され、全国各地に配置され使用された。しかし、モハ63系と同様、あくまでも戦後の混乱期の応急的対策として製造された車両であり、少ない資材と低い生産能力をやりくりしつつ、現車の状況に合わせた施工としたため、従来の客車に比べて接客設備が著しく劣悪で、老朽化した木造客車に対してさえ見劣りしており、どれほど見劣りかと言うと、まだ列車事情が悪かった1949年（昭和24年）秋の東海道・山陽線の通勤列車（930レ上都-大阪間）において、オハ7139が通常の客車と編成を組んでいる状況下で「クロスシートの乗客が混んでも（乗客は）この車（注：オハ7139）には乗らない、座席が少なく板張りである」という批評が残されているほどである。
そのため旅客車はなるべく近距離の列車に使用した。特に電車の改造車の手動大型引き戸や、ステップのない出入口床面、洗面所の省略、暖房の設置がないことなどは、使用先の地域になじまないきわめて利便性を欠く状態となり、このため旅客輸送需要が落ち着き客車の製造能力が回復し、需給が安定してきた1950年ごろから旅客輸送の用途から徐々に外され、当時著しく不足していた荷物車・郵便車の代用として使われるようになり、「ニオハ70101」のように形式記号の前に小さく「ニ」の表記がつけられるようになった。ものによってはオハフ712など窓に保護用の格子までつけられて荷物車同然になっても「オハフ」が消されず建前は三等車が本業というものも存在した。そして1954年（昭和29年）までにすべて正規の荷物車に改造された。オハ71形500番台（何れも客車からの改造車）のみは、大半が郵便荷物合造車オハユニ71形に改造され、接客設備を従来の客車と同等のものになるべく近づけた上で、引き続き旅客輸送に使用された。
1960年代に入ると、マニ60形やオユ10形などの増備によって、荷物車・郵便車も需給が安定してきたことから、戦災復旧車は救援車や配給車といった事業用車に改造されていった。事業用車に改造されなかったものは1969年（昭和44年）までにすべて廃車され、この時点で営業用の戦災復旧車は消滅した。事業用車に改造されたものについては、民営化を控えて国鉄の車両基地の統廃合が進められた1987年（昭和62年）3月末まで一部が残っており、後述のとおり1両が新会社に継承された。また、スニ73 1およびマニ76 91が洞爺丸事故により廃車されている。

### 車体長17mのグループからの改造車

#### スニ73形
1950年に松任、鹿児島、後藤の各国鉄工場で電車復旧車の構造をもつオハ70形を種車とした荷物車で、全部で34両が改造された。荷重は10t。車掌室は他形式と比べると広く、長距離列車にも使用できるように簡易寝台が設けられていた。
> 番号新旧対照

#### スニ75形
オハ70形を種車とした荷物車で、客車復旧車および電車復旧車のうち客車復旧車と同じ構造をもつものを1952年度に改造した。スニ73形に改造されなかったものはすべて改造され、全部で81両が改造された（番号は35・37・42 - 45・60・61・64 - 75・78・80 - 90番は欠番で111まで）。1 - 79・111は客車復旧車からの、91 - 110は電車復旧車からの改造車である。マニ74形のような簡易寝台はなかった。
欠番が生じているのは当初はすべて客車復旧車とみなして一連の番号を付していたが、のちに電車復旧車であるにも関わらず客車復旧車と同じ車体をもつものがあることが判明し、これを番台区分したためである。なお111は1953年度に151に改番している。のちに14両が電気暖房化され、原番号+2000が付番された。
> 番号新旧対照

#### オエ70形
オニ70形、スニ73形、スニ75形、オユニ70形を種車とした救援車で、63両が改造された。
> 番号新旧対照

#### オヤ70形
1962年（昭和37年）に松任工場でスニ73形の改造により1両が製作された職用車で、美濃太田気動車区の職員輸送車である。1968年（昭和43年）6月に廃車となった。
> 番号新旧対照

### 車体長20m・2軸ボギー台車のグループからの改造車

#### マニ74形
1950年度から1951年度にかけて松任、高砂、鹿児島、後藤の各国鉄工場でオハ71形を種車とした荷物車で、全部で46両が改造された。荷重は13t。電車を復旧して製造された0番台14両と、客車を復旧して製造された50番台31両があった。0番台は切妻形または半流、50番台は折妻となっていた。車掌室は他形式と比べると広く、長距離列車にも使用できるように簡易寝台が設けられていた。のちに2両が電気暖房化改造され、原番号+2000が付番された。
> 番号新旧対照

#### オハユニ71形
1950年に長野、土崎の両国鉄工場でオハ71形（500番台）を種車とした三等・郵便・荷物合造車で、全部で20両が改造された。改造では、オハ71形の車体中央の2つの出入台を撤去して、郵便室扉と荷物室扉を新設した。車体は折妻だった。
> 番号新旧対照

#### スユ72形
スユ71形は車掌室がなく運用に不便があったため、全車が1951年（昭和26年）に車掌室と車掌用出入台の設置が行われ、形式をスユ72形と改めた。
> 番号新旧対照

#### オユニ71形
1951年に長野、土崎の両国鉄工場でオハ71形を種車とした郵便・荷物合造車で、全部で10両が改造された。種車の面影を多く残した改造だった。
> 番号新旧対照

#### マニ76形
1952年（昭和27年）から1953年にかけて多度津、鹿児島、後藤の各国鉄工場で最後まで改造されずに残っていたオハ71形を種車とした荷物車で、客車復旧車を改造した0番台37両と、電車復旧車を改造した40番台1両・90番台3両があった。荷重は14t。車体は丸屋根と折妻、切妻形の3種類が存在した。マニ74形のような簡易寝台はなかった。のちに7両が電気暖房化され原番号+2000が付番された。
> 番号新旧対照

#### スユニ72形
1953年から1954年にかけて、オハ71形、オハフ71形を種車とした郵便・荷物合造車で、全部で40両が改造された。オユニ71形とは異なり、本格的な改造が行われていた。客車を復旧して製造された0番台33両と、電車を復旧して製造された50番台7両があった。50番台は側窓が大きく半流が存在するなど、電車時代の面影を多く残していた。

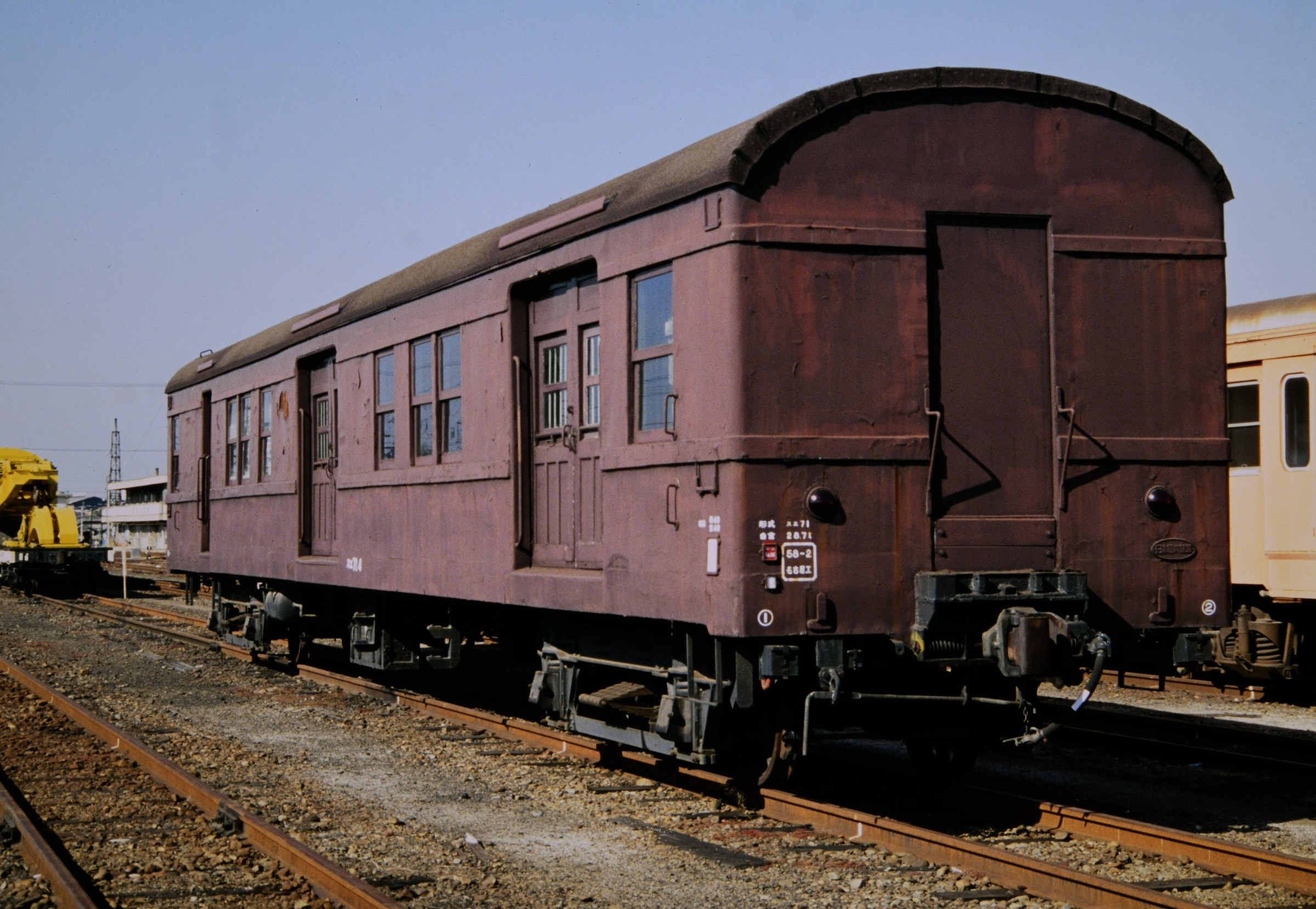
スエ71 4
（1986年11月21日 竜華操車場）

> 番号新旧対照

#### スエ71形
1960年（昭和35年）から1967年（昭和42年）にかけて幡生、多度津、大船、盛岡、小倉、大宮、名古屋、松任、土崎、旭川、高砂、五稜郭、新津、後藤の各国鉄工場でマニ71形、マニ72形、マニ74形、オハユニ71形、スユ72形、オユニ71形、マニ76形、スユニ72形、オル71形を種車とした救援車で、全部で103両が改造された。68は67（初代）が1977年（昭和52年）に廃車されたため、67（2代目）となった。85や102等には横軽対策がなされていた。1987年までに廃車となった。
> 番号新旧対照

#### オル71形
1961年（昭和36年）に盛岡、土崎の両国鉄工場でマニ74形、オハユニ71形を種車とした配給車で4両が改造された。100番台のみ存在した。1971年までに形式消滅となった。
> 番号新旧対照

### 車体長20m・3軸ボギー台車のグループからの改造車

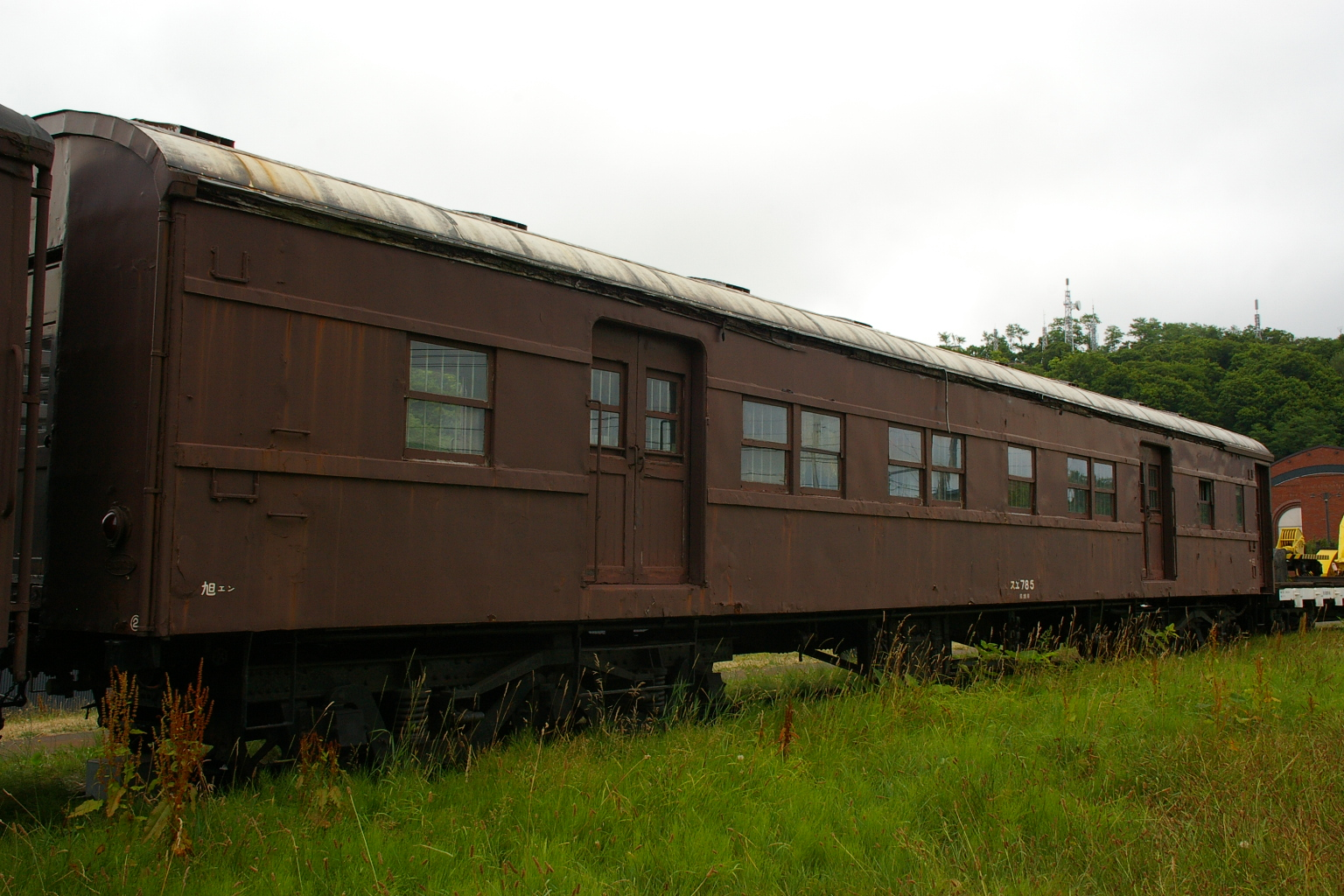
小樽市総合博物館のスエ78 5

#### マユニ78形
1953年から1954年にかけて長野、旭川の両国鉄工場でオハ78形を種車とした郵便・荷物合造車で、全部で29両が改造された。車体はスユニ72形と同じだが、丸屋根と折妻の2種類が存在した。1969年1月にマユニ78 17の廃車で形式消滅となった。
> 番号新旧対照

#### スエ78形
1961年から1966年（昭和41年）にかけて盛岡、土崎、旭川、五稜郭、後藤の各国鉄工場でマニ78形、マユニ78形を種車とした救援車で、全部で15両が改造された。早いものは1975年（昭和50年）から廃車が始まり、民営化までにラストナンバーの15を除く全車が廃車となった。残った15は後述のとおりJR東日本に継承され、高崎車両センターに配置されていたが、2007年（平成19年）に廃車となった。
> 番号新旧対照

## 現状
スエ78 15は、JR化後も東日本旅客鉄道（JR東日本）高崎車両センターに車籍を残していた。同車は戦災復旧客車最後の1両で、国鉄末期において3軸ボギー台車を装着した本線走行可能な唯一（のちにマイテ49 2が車籍復活したため「唯一」ではなくなった）の一般用客車であったことから、保存運転用に引き継がれたものであった。JR発足直後は頻繁に使用されていたが、もともと座席車でないこと加えて3軸イコライザー台車の保守が煩雑だったことからその後は使用されずに2007年2月28日に廃車になり、車籍を抹消された。その後は同センターに留置されていたが、台枠に致命的な亀裂が見つかったため、2008年（平成20年）冬に解体された。70系客車は系列消滅となった。
このほか、北海道小樽市の小樽市総合博物館（鉄道・科学・歴史館）にスエ78 5が静態保存されている。また、苗穂工場併設の北海道鉄道技術館にスエ78 4が装備していたTR71の片方が保存されている。